# Bruant à couronne blanche
Zonotrichia leucophrys
Espèce
Statut de conservation UICN

 LC  : Préoccupation mineure
Le Bruant à couronne blanche (Zonotrichia leucophrys) est une espèce de passereaux de la famille des Passerellidae.

## Description
Cet oiseau mesure entre 17 et 18 cm de longueur. L'adulte a la tête rayée de noir et de blanc, le jeune de brun et de beige.

## Répartition
L'espèce est présente en Amérique du Nord, au Mexique, aux Bahamas et à Cuba. Dans ces deux dernières contrées, elle est rare en migration en octobre et novembre, et plus rare encore de décembre à avril.

Carte de répartition
Aire de nidification
Voie migratoire
Présent à l'année
Aire d'hivernage

## Habitat
Le Bruant à couronne blanche se reproduit dans une grande variété de biotopes arbustifs : boisements clairs, fourrés buissonnants, conifères rabougris, toundra buissonneuse, fourrés de montagne, parcs et jardins.

## Comportement
Il a la particularité d'imiter le chant des oiseaux présents dans son territoire.

## Menaces

### Bruit/dérangement
Comme la plupart des autres espèces d'oiseaux chanteurs et/ou migrateurs, il est affecté par le bruit routier, phénomène pour lequel il a fait l'objet d'expérimentations in situ et en laboratoire ; Ces travaux ont montré que lorsque ce bruant migrateur est exposé à un enregistrement de bruit routier moyen à intense (55 à 61 dB), il passe beaucoup plus de temps aux aguets, à tourner la tête pour inspecter son environnement... et moins à se nourrir. Sa masse corporelle s'en ressent alors, au point de mettre en péril l'oiseau durant sa migration. Plus le « bruit routier » augmente, plus l'animal maigrit anormalement. Aucun phénomène d'habituation de la vigilance au bruit n'a été constaté (à court ou moyen termes en tous cas), ce qui suggère selon W.F Laurance que pour un moineau ou une espèce qui migre dans un environnement potentiellement riche en prédateurs, apprendre à ignorer certains bruits est une stratégie trop risquée (et qui augmenterait le risque de roadkill, c'est-à-dire de mortalité à la suite d'une collision avec un véhicule).

### Pesticides
Avant chaque départ en migration, à un moment où la nourriture est normalement abondante, tous les oiseaux ont une phase préparatoire dite d’hyperphagie (ils mangent beaucoup plus pour se constituer une réserve de vitamines et de graisse, qui sera leur « carburant » durant la migration, un évènement souvent physiologiquement éprouvant pour eux).

Il est bien établi que la survie des centaines de millions d’oiseaux qui deux fois par an prennent leur envol pour une migration de centaines à milliers de km dépend de leur bonne santé et de ces réserves de graisses.
On constate depuis plusieurs décennies que la plupart des oiseaux régressent, et que ceux qui régressent le plus sont les oiseaux des champs. En Amérique du Nord, 74 % des espèces aviaires tributaires des sols agricoles sont en déclin depuis la fin des années 1960, et des constats similaires sont faits en Europe. Ceci laisse soupçonner que des pesticides pourraient être en cause.
Des écotoxicologues canadiens le confirment en démontrant que dans la nature que le Bruant à couronne blanche ayant mangé quelques graines traitées aux néonicotinoïdes (pesticides rapidement devenus parmi les plus utilisés au monde) n'en meurt pas directement mais devient immédiatement  anorexique et retarde la suite de sa migration,.
Des études de laboratoire avaient déjà montré en 2017 que les néonicotinoïdes rendent malades, ammaigrissent et désorientent (au moins provisoirement) les oiseaux qui en mangent, mais on manquait de données collectées dans la nature (alors qu’on sait que de nombreux oiseaux granivores sauvages se nourrissent dans les champs traités, dont par les néonicotinoïdes).
Puis une équipe canadienne (Margaret Eng (Université du  Saskatchewan à Saskatoon) et ses collègues) a capturé des dizaines de Bruants à couronne blanche, au sud l'Ontario dans une zone d'étape migratoire lors de leur parcours de l'Arctique vers le sud des États-Unis. Ces oiseaux ont été mis en cage avec de l’eau et de la nourriture, durant 6 heures. Certains ont reçu une dose de 3,9 mg/kg d’imidaclopride (dose sublétale ; correspondant à environ 10 % de la dose mortelle mais « réaliste » c’est-à-dire correspondant à ce qu’ingérerait réellement l’oiseau mangeant quelques graines traitées mangées dans champs semé. Un second groupe a reçu une dose encore plus faible de ce pesticide (1,2 mg/kg de masse corporelle, soit environ 3 % de la dose considérée comme létale), et un groupe-témoin  oiseaux n’a pas reçu de pesticide du tout. 
Après 6 heures de ce traitement, tous les oiseaux ont été équipés d’un émetteur radio ultraléger puis relâchés sur un site de 100 000 km2 (en Ontario) et suivis dans leurs déplacements au moyen d’un réseau de tours équipées d’antennes réceptrices. Cette étude est la première à mesurer ce type d'effets chez des oiseaux à l'état sauvage.
Résultats :
- presque immédiatement (dans les 6 premières heures après l’administration), les oiseaux ayant reçu la plus forte dose de pesticide ont perdu en moyenne 3 et 6% de leur poids corporel respectivement pour les groupes ayant reçu le pesticide à doses très faible ou faible, Le groupe le plus exposé a perdu 17% de ses réserves de lipides, parce qu'ayant ensuite mangé trois fois moins en moyenne que les oiseaux non-exposés à l’imidaclopride[3].
- in situ aucun effet significatif sur le sens de l’orientation n’a été observé[3].
- 50% des bruants exposés à la dose plus élevée ont retardé leur ré-envol pour la migration  (retard de 3,5 jours …ou plus)  par rapport au groupe témoin (et les ornithologues savent que quelques jours de retard dans une migration peut avoir de graves conséquences sur la survie de l’oiseau ou la réussite de la prochaine reproduction, notamment à cause d’un risque accru de prédation et de mauvais temps, et parce qu’à l’arrivée, les « meilleures places » seront prises par d’autres oiseaux qui auront déjà eu le temps de commencer à récupérer de la fatigue de la migration). On ignore si ce « délai » correspond à une phase de détoxication après laquelle l’oiseau peut recommencer à manger et récupérer son déficit de graisse, ou si l’oiseau conserve des séquelles neurotoxiques[3].

Le caractère anorexigène de l’imidaclopride pourrait être lié au fait que les néonicotinoïdes agissent sur les récepteurs nicotiniques à l’acétylcholine du système nerveux (la nicotine, qui s’y lie est connue pour être anorexigène).
Selon les auteurs ces résultats concernent probablement aussi d’autres oiseaux granivores et pourrait contribuer à expliquer l’effondrement des oiseaux chanteurs des dernières décennies.
Parmi les commentaires de l’étude, 
- certains estiment que les oiseaux pourraient être mieux protégés si les traitements n’étaient pas systématiques mais uniquement appliqués en cas d’apparition d’infestation d’insectes déprédateurs ;
- M. Jankowski plaide pour que l’on invente un moyen de mieux enterrer les semences traitées  et retirer celles qui n’ont pas été enfouies lors du semis
- Les auteurs notent que ces moineaux sont doublement exposés aux néonicotinoïdes lors de leur migration printanière, car c’est le moment des semis, souvent avec des graines enrobées d’imidaclopride et leurs corridors de migration aviaire survolent de nombreuses zones de culture.

Des semis de céréales, protéagineux et oléagineux peuvent aussi avoir lieu en automne quand les oiseaux migrent vers le sud (les  alternatives biologiques existent mais sont encore minoritaires en France).

## Galerie

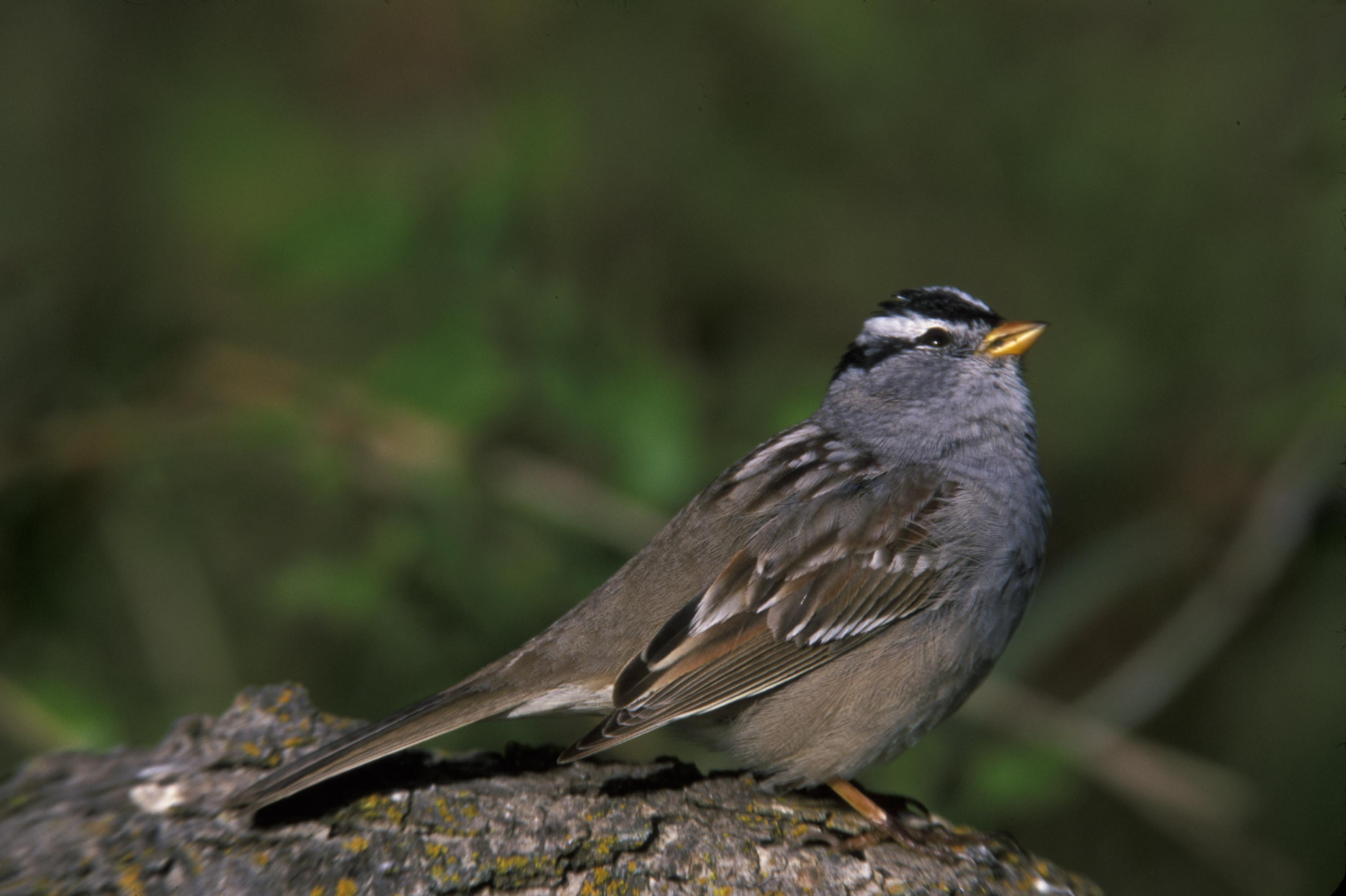
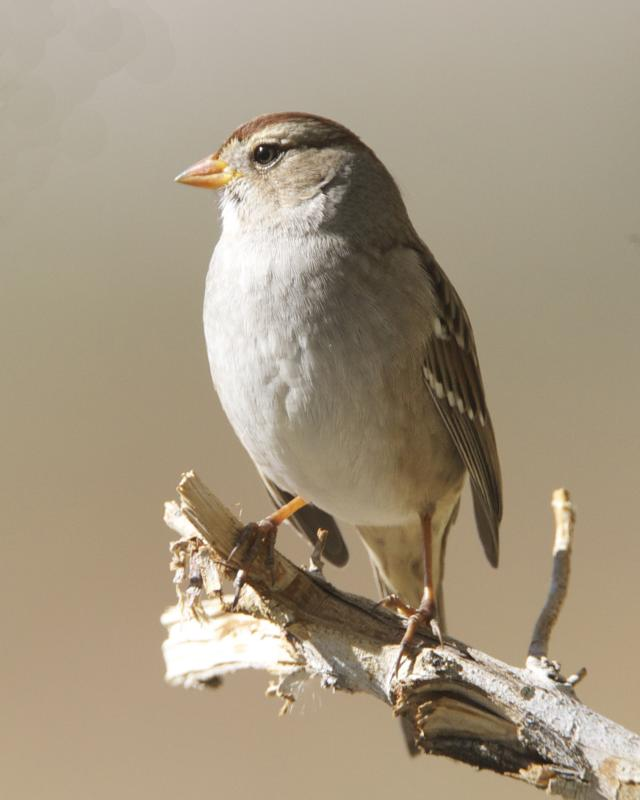
Juvénile
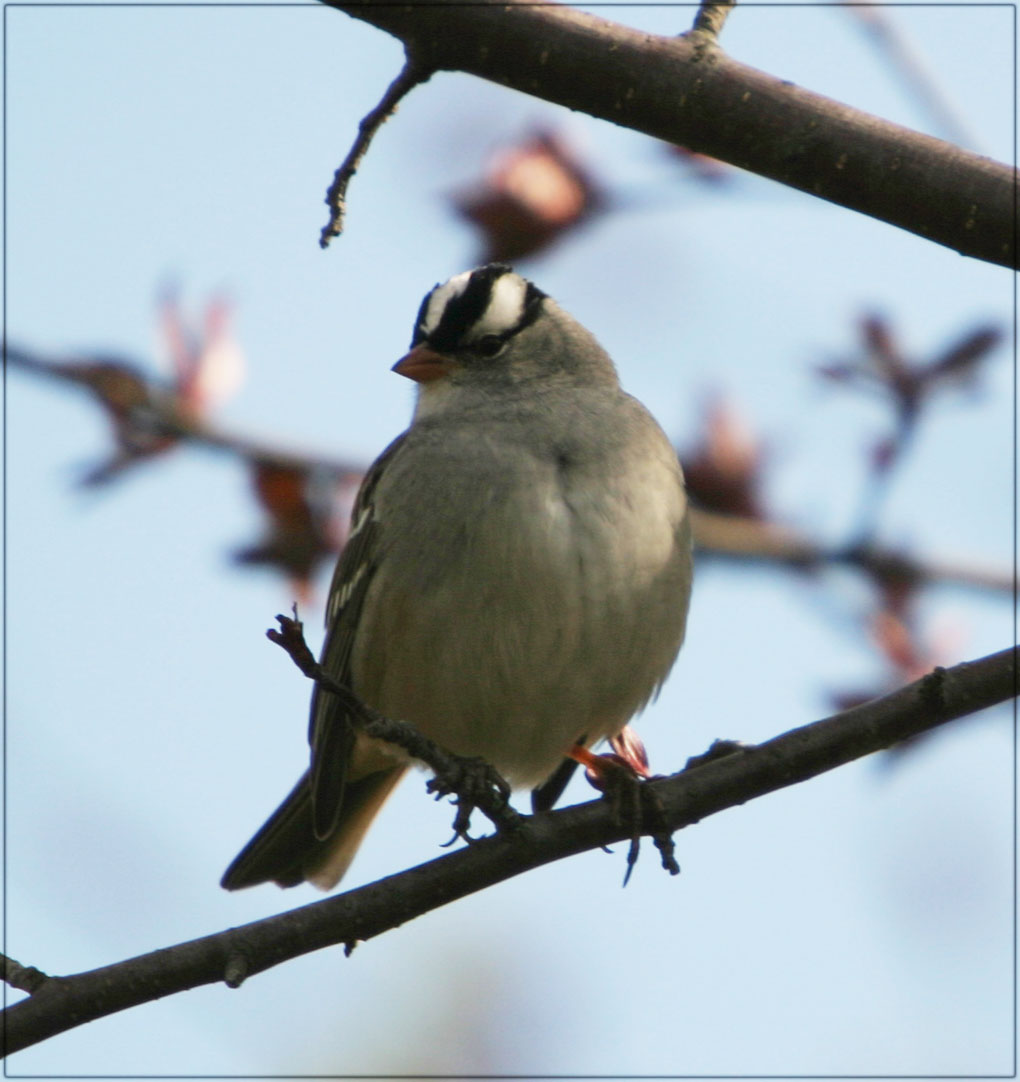
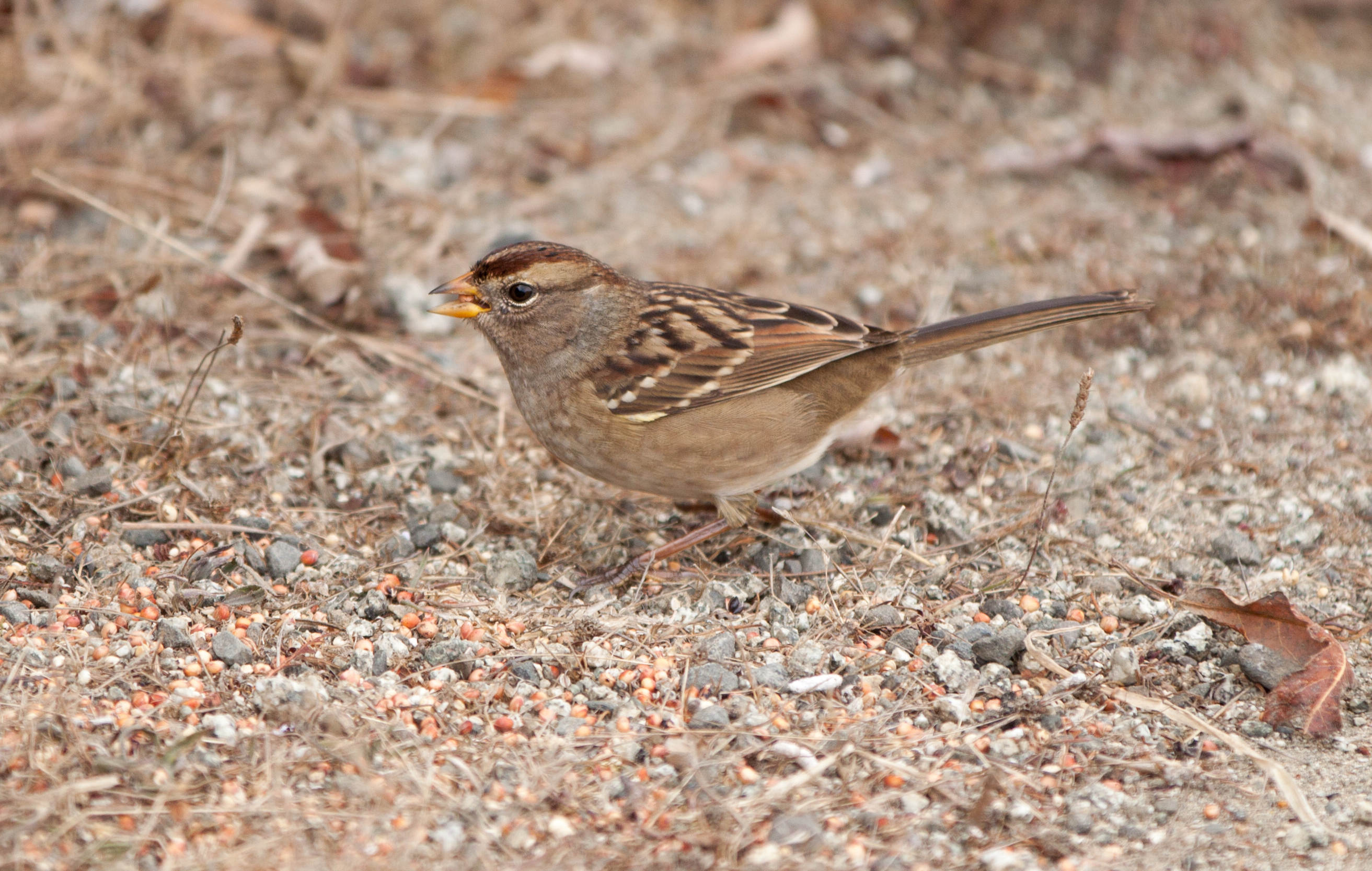
Femelle à Owl Canyon, près de Bodega Harbor, en Californie
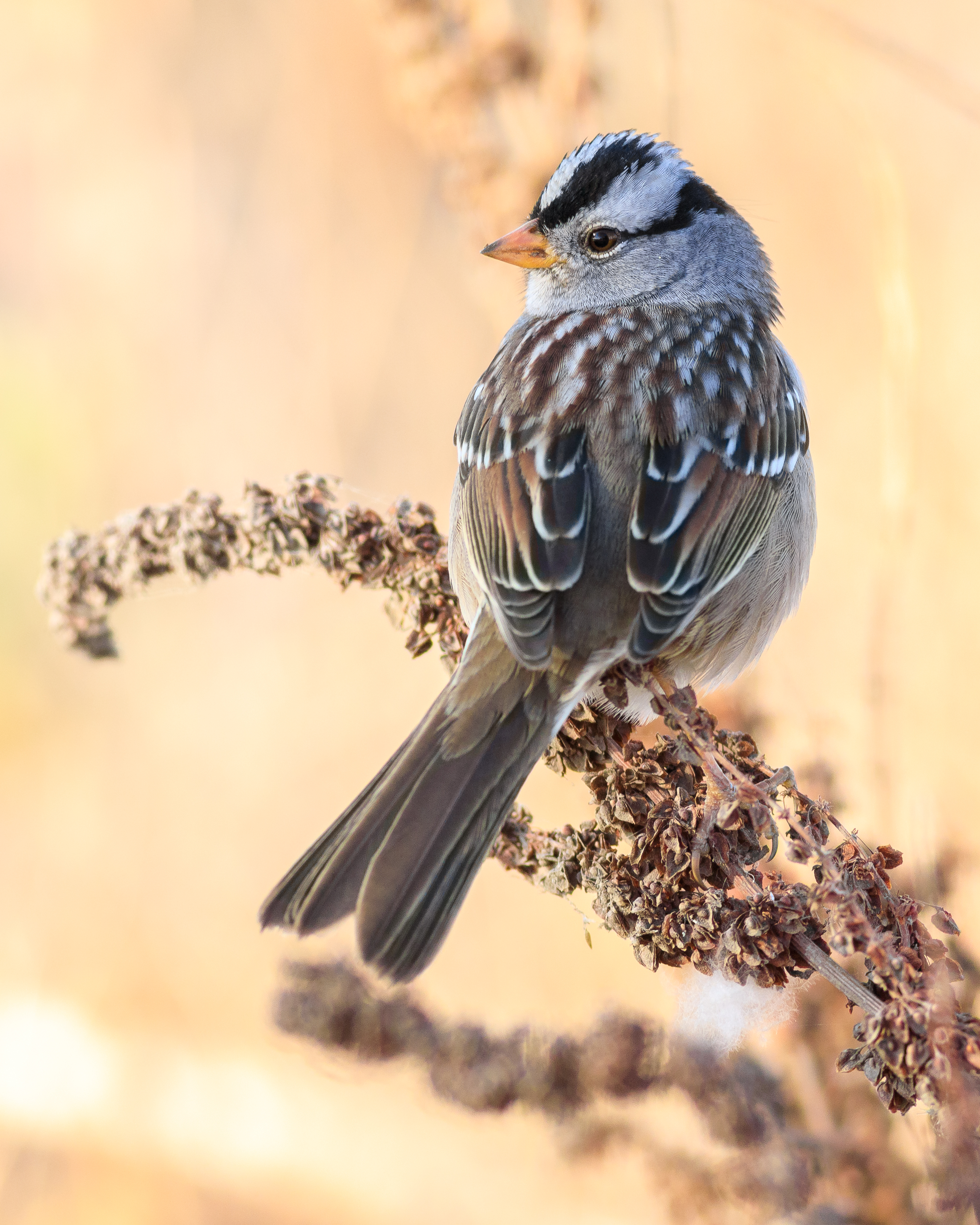
Bruant à couronne blanche dans le Sacramento River National Wildlife Refuge (en), Californie. Novembre 2020.